# 葉志仙
葉志仙（1959年1月17日—），台灣棒球教練，1990年代起執教中華成棒代表隊至2010年，是三級棒球時期的名人，他在第九屆運動精英獎中，因為帶領中華隊奪下亞運金牌，而拿下最佳教練獎。

## 經歷
- 台南縣玉井國小少棒隊（南光、入選巨人少棒隊）
- 華興中學青少棒隊
- 華興中學青棒隊
- 輔仁大學棒球隊（葡萄王、榮工）
- 陸軍棒球隊
- 輔仁大學教授、輔仁大學棒球隊（台灣運彩）總教練
- 中華民國棒球協會選訓委員

## 國際比賽
- 1975年 -- 第八屆羅德岱堡青棒賽中華青棒代表隊
- 1976年 -- 第九屆羅德岱堡青棒賽中華青棒代表隊
- 1977年 -- 第三屆洲際盃中華成棒代表隊
- 1982年 -- 第二十七屆世界盃棒球賽中華成棒代表隊
- 1983年 -- 第十二屆亞洲棒球錦標賽中華成棒代表隊
- 1983年 -- 第六屆洲際盃中華成棒代表隊
- 1984年 -- 第二十三屆洛杉磯奧運會表演賽中華成棒代表隊
- 1984年 -- 第二十八屆世界盃棒球賽中華成棒代表隊
- 1985年 -- 第十三屆亞洲棒球錦標賽中華成棒代表隊
- 1985年 -- 第七屆洲際盃棒球賽中華成棒代表隊
- 1990年 -- 第三屆會長盃中華成棒代表隊助理教練
- 1993年 -- 第十七屆世界大學運動會中華代表隊教練
- 1994年 -- 第三十二屆世界盃棒球賽中華成棒代表隊教練
- 1994年 -- 第十二屆廣島亞運中華成棒代表隊教練
- 1995年 -- 第十八屆世界大學運動會中華代表隊總教練
- 1999年 -- 第二十屆亞洲棒球錦標賽中華成棒代表隊教練
- 1999年 -- 第十四屆洲際盃棒球賽中華成棒代表隊教練
- 2000年 -- 大揚盃四國五強成棒邀請賽教練
- 2000年 -- 第二十屆荷蘭哈連盃中華成棒代表隊教練
- 2001年 -- 第二十一屆亞洲棒球錦標賽中華成棒代表隊教練
- 2001年 -- 第三十四屆世界盃棒球賽中華成棒代表隊教練
- 2002年 -- 第一屆世界大學棒球錦標賽教練
- 2004年 -- 第二屆世界大學棒球錦標賽教練
- 2005年 -- 第二十三屆亞洲棒球錦標賽中華成棒代表隊總教練
- 2005年 -- 第三十六屆世界盃棒球賽中華成棒代表隊總教練
- 2006年 -- 第一屆世界棒球經典賽中華代表隊教練
- 2006年 -- 第十六屆洲際盃棒球賽中華成棒代表隊執行教練
- 2006年 -- 第十五屆亞洲運動會中華成棒代表隊執行教練
- 2009年 -- 第二屆世界棒球經典賽中華成棒代表隊總教練

## 特殊事蹟
- 1999年 -- 第二十屆亞洲棒球錦標賽中華成棒代表隊教練(總教練為林華韋)，率隊前往韓國漢城參賽，僅得第三名，未獲奧運參賽資格。
- 1999年 -- 第十四屆洲際盃中華成棒代表隊教練，率隊前往澳洲參賽，獲得第五名。
- 2001年 -- 第二十一屆亞洲棒球錦標賽中華成棒代表隊教練，並率隊前往新莊棒球場參賽，榮獲第一名。
- 2001年 -- 第三十四屆世界盃棒球賽中華成棒代表隊教練，榮獲第三名。
- 2006年 -- 第十六屆洲際盃中華成棒代表隊執行教練，榮獲第三名。

## 著作
- 《棒球聖經》（與李明憲與朱峰亮合著）

## 外部連結
- 葉志仙在台灣棒球維基館上的頁面（繁體中文）